# Gornja Jurkovica
Gornja Jurkovica (en serbio: Г. Јурковица) es una aldea de la municipalidad de Gradiška, Republika Srpska, Bosnia y Herzegovina.
Se encuentra incluida administrativamente en el consejo comunal de Jurkovica junto a Donja Jurkovica; Srednja Jurkovica y Šaškinovci.

## Población
| Composición de la Población - Aldea de Gornja Jurkovica | Composición de la Población - Aldea de Gornja Jurkovica | Composición de la Población - Aldea de Gornja Jurkovica | Composición de la Población - Aldea de Gornja Jurkovica | Composición de la Población - Aldea de Gornja Jurkovica |
| ------------------------------------------------------- | ------------------------------------------------------- | ------------------------------------------------------- | ------------------------------------------------------- | ------------------------------------------------------- |
|                                                         | 2013                                                    | 1991                                                    | 1981                                                    | 1971                                                    |
| Total                                                   | 169                                                     | 297 (100%)                                              | 333 (100%)                                              | 442 (100%)                                              |
| Varones                                                 | 86                                                      | -                                                       | -                                                       | -                                                       |
| Mujeres                                                 | 83                                                      | -                                                       | -                                                       | -                                                       |
| Serbios                                                 | 165                                                     | 275 (92,59%)                                            | 308 (92,49%)                                            | 438 (99,10%)                                            |
| Croatas                                                 | 3                                                       | 9 (3,03%)                                               | -                                                       | 1 (0,23%)                                               |
| Bosniacos                                               | -                                                       | -                                                       | -                                                       | -                                                       |
| Eslovenos                                               | -                                                       | -                                                       | -                                                       | -                                                       |
| Musulmanes                                              | -                                                       | -                                                       | -                                                       | -                                                       |
| Montenegrinos                                           | -                                                       | -                                                       | -                                                       | 3 (0,68%)                                               |
| Macedonios                                              | -                                                       | -                                                       | -                                                       | -                                                       |
| Gitanos                                                 | -                                                       | -                                                       | -                                                       | -                                                       |
| Albaneses                                               | -                                                       | -                                                       | -                                                       | -                                                       |
| Ukranianos                                              | -                                                       | -                                                       | -                                                       | -                                                       |
| Yugoslavos                                              | -                                                       | 2 (0,67%)                                               | 25 (7,51%)                                              |                                                         |
| Otros                                                   | -                                                       | 11 (3,7%)                                               | -                                                       | -                                                       |
| Sin declarar                                            | 1                                                       | -                                                       | -                                                       | -                                                       |
| Desconocidos                                            | -                                                       | -                                                       | -                                                       | -                                                       |